# Machlotica
Machlotica is een geslacht van vlinders van de familie parelmotten (Glyphipterigidae), uit de onderfamilie Glyphipteriginae.

## Soorten
- M. chrysodeta Meyrick, 1909
- M. eurymolybda Meyrick, 1927
- M. porphyrospila Meyrick, 1927